# زندرن
زندرن (به هلندی: Zenderen) یک منطقهٔ مسکونی در هلند است که در بورنه، افریسل واقع شده‌است. زندرن ۱٬۳۲۰ نفر جمعیت دارد.